# Bloška Polica
Bloška Polica je gručasto naselje v Občini Cerknica. Nahaja se na terasi na južnem pobočju Bloške planote, ob križišču poti iz Cerknice proti Staremu trgu pri Ložu in na Bloke.
Pod naseljem je suhi kraški dol Poliško polje, na katerem so njive. Cesta proti Staremu trgu pri Ložu ga deli na »Velike njive« in »Rupence«. Čedalje manj je preoranih polj za pridelovanje poljščin, preostale površine se uporabljajo za košnjo krme živine. Na vzpetinah okoli vasi so vaščani popolnoma opustili košnjo, zato jih je zarastlo drevje in gozd se je razširil zelo blizu vasi. Na južnem obrobju se dviga gozdnato kraško hribovje. 2 km stran se pod Križno goro nahaja 8230 m dolga Križna jama, znana predvsem po podzemnih jezerih s sigastimi pregradami in najdišču kosti jamskih medvedov.
Vas je bila prvotno na manjši vzpetini jugozahodno od današnje vasi, t. i. Sela. Tam je še vedno lahko videti dobro ohranjene terase, ni pa zidanih ostankov. Vaščani so vodo dobivali iz dveh studencev na obrobju vasi, imenovanih Grdin in Pri lip'ci.
V naselju stoji cerkev svetega Vincencija, ki se prvič omenja leta 1526. Ladjo in slavoločno steno prekrivajo freske poznega 15. oziroma začetek 16. stoletja. Na severni steni ladje je naslikan Poklon Svetih treh kraljev, na slavoločni steni pa sv. Valerija, sv. Barbara in prizor Marijinega oznanjenja. Kasetiran in poslikan strop je iz leta 1693. Letnica je zapisana na obstropni deski. Glavni oltar, tip »zlatega« oltarja, je iz osemdesetih let 17. stoletja. Cerkev ima zvonik na preslico.

## Prebivalstvo
Etnična sestava 1991:
- Slovenci: 83 (100 %)